# Celtodoryx
Celtodoryx is een geslacht van sponsdieren uit de klasse van de Demospongiae (gewone sponzen).

## Soort
- Celtodoryx ciocalyptoides (Burton, 1935)